# Atletica leggera alla XXIX Universiade - Staffetta 4×400 metri maschile
La staffetta 4×400 metri maschile alla XXIX Universiade si è svolta dal 27 al 28 agosto 2017.

## Podio
| Oro     | Rep. Dominicana Juander Santos Luis Charles Andito Charles Luguelín Santos Kendris Díaz* |
| Argento | Stati Uniti Amere Lattin Curtis Brown Jordan Clarke Kahmari Montgomery                   |
| Bronzo  | Rep. Ceca Jan Tesař Lukáš Hodboď Filip Šnejdr Vít Müller Martin Juránek*                 |

## Risultati

### 1º turno
Passano in finale le prime due squadre di ogni batteria (Q) e le due squadre con i migliori tempi tra le escluse (q).
| Posizione | Battera | Nazione         | Atleti                                                                                              | Tempo   | Note                                     |
| --------- | ------- | --------------- | --------------------------------------------------------------------------------------------------- | ------- | ---------------------------------------- |
| 1         | 2       | Taipei Cinese   | Wang Wei-hsu, Yang Lung-hsiang, Yu Chen-yi, Chen Chieh                                              | 3:07.35 | Q                                        |
| 2         | 1       | Rep. Dominicana | Luis Charles, Andito Charles, Kendris Díaz, Luguelín Santos                                         | 3:07.98 | Q                                        |
| 3         | 1       | Stati Uniti     | Amere Lattin, Curtis Brown, Jordan Clarke, Kahmari Montgomery                                       | 3:08.28 | Q                                        |
| 4         | 1       | Canada          | Benjamin Ayesu-Attah, Corey Bellemore, Gregory MacNeill, Nathaniel George                           | 3:08.86 | q                                        |
| 5         | 2       | Rep. Ceca       | Jan Tesař, Lukáš Hodboď, Martin Juránek, Vít Müller                                                 | 3:08.88 | Q                                        |
| 6         | 3       | Svizzera        | Dany Brand, Silvan Lutz, Alain-Herve Mfomkpa, Daniele Angelella                                     | 3:09.23 | Q                                        |
| 7         | 2       | Australia       | Daniel Mowen, Taylor Burns, Harrison Roubin, Tristan Robinson                                       | 3:09.66 | q                                        |
| 8         | 2       | Algeria         | Skander Djamil Athmani, Saber Boukmouche, Ramzi Abdenouz, Mohamed Islem Bekar                       | 3:09.84 |                                          |
| 9         | 1       | Kazakistan      | Andrey Sokolov, Dmitriy Koblov, Igor Kondratyev, Mikhail Litvin                                     | 3:09.97 |                                          |
| 10        | 3       | India           | Gokulakannan Mohan, Ravinder, Pankaj Malik, Amoj Jacob                                              | 3:10.68 | Q,                                       |
| 11        | 2       | Thailandia      | Apisit Chamsri, Nattapong Khanom, Jirayu Pleenaram, Nattapong Kongkraphan                           | 3:10.98 |                                          |
| 12        | 3       | Cina            | Yang Zeping, Zhou Guangcai, Li Runyu, Li Junlin                                                     | 3:11.64 |                                          |
| 13        | 3       | Corea del Sud   | Lim Hyoung-bin, Hwang Hyeonu, Ko Seung-hwan, Lee Ji-woo                                             | 3:13.98 | Miglior prestazione personale stagionale |
| 14        | 3       | Sri Lanka       | Disanayaka Mudiyanselage, Vishvajith Gammahelage, Ishan Lahiru Olidurage, Wijesundara Mudiyanselage | 3:14.59 |                                          |
| 15        | 2       | Brasile         | Aliffer Junior dos Santos, Cleiton Abrão, Artur Terezan, Pedro da Palma Junior                      | 3:15.27 |                                          |
| 16        | 1       | Arabia Saudita  | Mohammed Mahnashi, Mazen Ahmed Masrahi, Mohammed Taleb Al-Shalati, Musaad Ahmed Bali                | 3:22.33 | Miglior prestazione personale stagionale |
| 17        | 3       | Zambia          | Charles Shimukowa, Edgar Silwimba, Obrey Chabala, Siyambango Siyoto                                 | 3:22.48 |                                          |
|           | 1       | Polonia         | Dariusz Kowaluk, Michał Pietrzak, Andrzej Jaros, Rafał Omelko                                       | DNF     |                                          |
|           | 1       | Malaysia        | Kwong Kar Jun, Anchois Aron, Kannathasan Subramaniam, Muhamad Firdaus Mazalan                       | DQ      | R163.3a                                  |
|           | 3       | Oman            | Usama Abdul Al-Gheilani, Ahmed Ali Al-Aamri, Mazin Khalifa Al-Subeihi, Othman Ali Al-Busaidi        | DQ      | R163.3a                                  |
|           | 2       | Sudafrica       | | DNS     |                                          |

### Finale
| Posizione | Nazione         | Atleti                                                                    | Tempo   | Note                                     |
| --------- | --------------- | ------------------------------------------------------------------------- | ------- | ---------------------------------------- |
|           | Rep. Dominicana | Juander Santos, Luis Charles, Andito Charles, Luguelín Santos             | 3'04"34 |                                          |
|           | Stati Uniti     | Amere Lattin, Curtis Brown, Jordan Clarke, Kahmari Montgomery             | 3'06"68 |                                          |
|           | Rep. Ceca       | Jan Tesař, Lukáš Hodboď, Filip Šnejdr, Vít Müller                         | 3'08"14 |                                          |
| 4         | Australia       | Daniel Mowen, Taylor Burns, Harrison Roubin, Tristan Robinson             | 3'09"21 | Miglior prestazione personale stagionale |
| 5         | Svizzera        | Dany Brand, Silvan Lutz, Alain-Herve Mfomkpa, Daniele Angelella           | 3'09"94 |                                          |
| 6         | Canada          | Benjamin Ayesu-Attah, Corey Bellemore, Gregory MacNeill, Nathaniel George | 3'11"09 |                                          |
| 7         | India           | Gokulakannan Mohan, Ravinder, Pankaj Malik, Amoj Jacob                    | 3'13"23 |                                          |
|           | Taipei Cinese   | Wang Wei-hsu, Yu Chen-yi, Yang Lung-hsiang, Chen Chieh                    | DQ      | R170.19                                  |